# Sombori József
Sombori József, Zsombory (Zetelaka, Udvarhelyszék, 1783. szeptember 27. – Székelyudvarhely, 1822. április 19.) esperes-plébános, hitszónok, címzetes kanonok, tanulmányíró.

## Élete
Tanult Székelyudvarhelyt, 1801-től 1807-ig pedig a kolozsvári római katolikus főiskolában. 1805-ben püspöke, Mártonffy József a nagyszombati kispapi intézetbe küldte. 1806 augusztusában visszatért Erdélybe és szeptember 28-án miséspappá szenteltetett fel. Előbb marosvásárhelyi káplán, 1811 szeptemberétől a károlyfehérvári növendékpapoknál az egyházi történet és jog tanára és aligazgató volt. 1812 szeptemberében Székelyudvarhelyre ment helyettes plébánosnak, ahol 1816. december 6-án rendes plébános, esperes és címzetes kanonok lett.

## Írásai
Cikkei az Erdélyi Múzeumban (1814-18. III. füzet. Egy-két észrevétel a magyar nyelv mostani állapotjáról, VIII. Jegyzetek egy nemzeti jeles író készületére); a Tudom. Gyűjteményben (1835. III. A hajdani ns. székely nemzet áldozó poharáról, a Nagyküküllő és Székely-Udvarhely cz. hirlapokban is megjelent 1906-ban).

## Munkái
- A haza szeretete egy beszédben, mellyet a m.-vásárhelyi róm. kath. nagy templomban pünkösd hava 22. 1809-ben elmondott. Marosvásárhely.
- Egy szó a felkelő magyar nemességhez T. N. Küküllő-vármegye Zászlóinak felszenteltetése alkalmatosságával. Sz. Mihály hava 1. napján 1809. Uo.
- Tizenkét egyházi beszédek, melyeket annyi ünnepekre készített és el mondott... 1808. Csik Somlyó, 1810.
- Tizenkét keresztényi elmélkedések, melyeket készített és elmondott... 1810. Kolozsvár, 1811.
- Néhai mélts. g. Tancsi Földvári Terézia asszonynak, mélts. g. Göncz-Ruszkai Kornis János úr... házastársának dicséretes emlékezete, egy halotti beszédben. Melyet készített és bújt más hav. 15-én Maros-Vásárhely 1811. elmondott. (M.-Vásárhely).
- S. I. egyházi beszédei 2 kötetben. Kiadja Hilibi Gál Domokos. 2. jobbított kiadás. Kolosvár, 1828.